# Jai Rodriguez
Jai Rodriguez, född 22 juni 1979 i Brentwood, New York, är  en amerikansk TV-profil och musikalartist. Han medverkar som kulturexpert i den amerikanska realityshowen Fab 5.

## Biografi
Rodriguez har påbrå både från Italien och Puerto Rico. Han började sin musikkarriär i en svart gospelkör i kyrkan. Efter att ha flyttat till New York började han uppträda på Broadway och andra scener. Hans största roller är i musikalerna Rent och som Zanna i Zanna, Don't!. Han har släppt en singel som heter Love Is Good.
År 2002 hade Rodriquez en liten roll i filmen The New Guy. I augusti 2005 medverkade han i två avsnitt av såpan One Life to Live, som går på kanalen ABC. 
I juni 2005 framförde han en engångsföreställning som heter Xposed och ska ses som hans självbiografi i musikalform. Stora delar av intäkterna från showen gick till en fond för arbetslösa skådespelare i USA.
I november 2005, när det blev en två månaders paus i inspelningen av Fab 5, återvände han till Broadway för att spela rollen som Carmen Ghia i The Producers. Musikal kommer även släppas som film och i den har Jai en annan roll, nämligen Sabu.